# Хондори (станция)

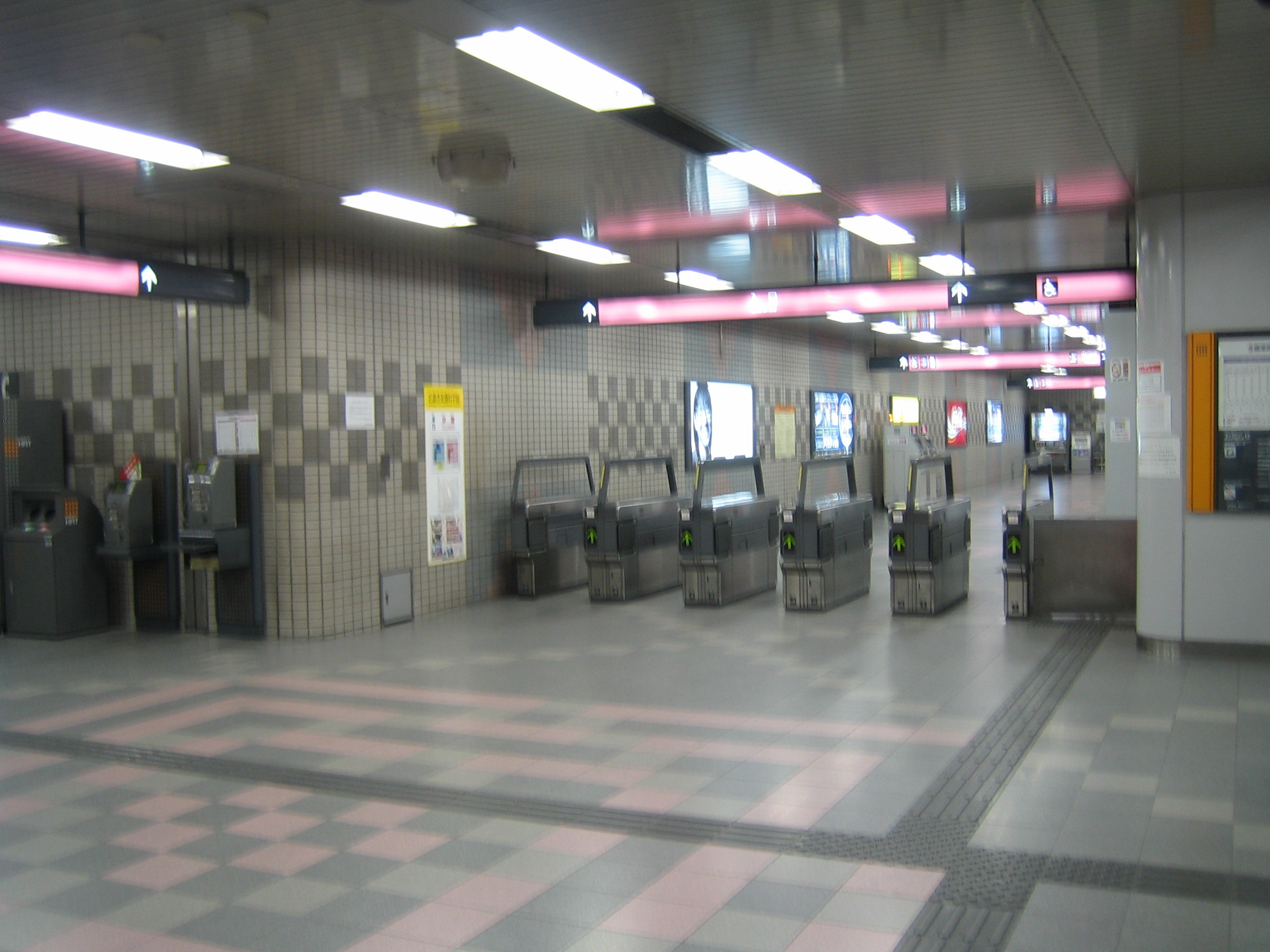

Станция Хондори (яп. 本通駅 Хондори эки) железнодорожная станция на линии Астрам-лайн расположенная в  районе Нака, Хиросима. Островная станция с одной платформой. Самая глубокая станция на линии Астрам-лайн (на 11,4 метра ниже уровня моря).  Является конечной станцией линии Астрам-лайн. Станция была открыта 20 августа 1994 года. На станции установлены платформенные раздвижные двери.

## История
Открыта 20 августа 1994 года.

## Близлежащие станции
| «                |  | Линия             |  | »         |
| ---------------- |  | ----------------- |  | --------- |
| Конечная станция |  | Линия Астрам-лайн |  | Кэнтё-маэ |

## Галерея

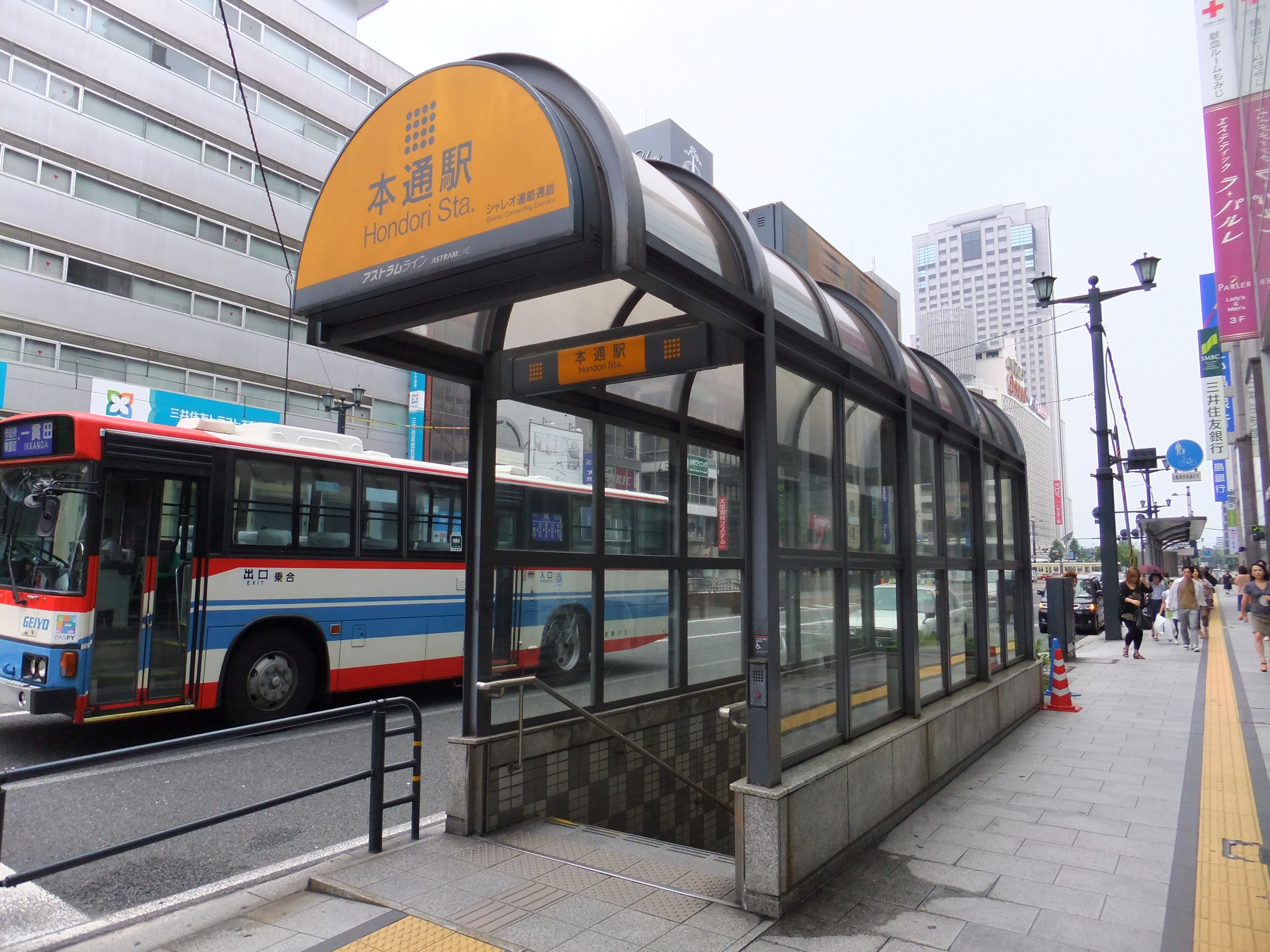
Восточный вход на станцию.
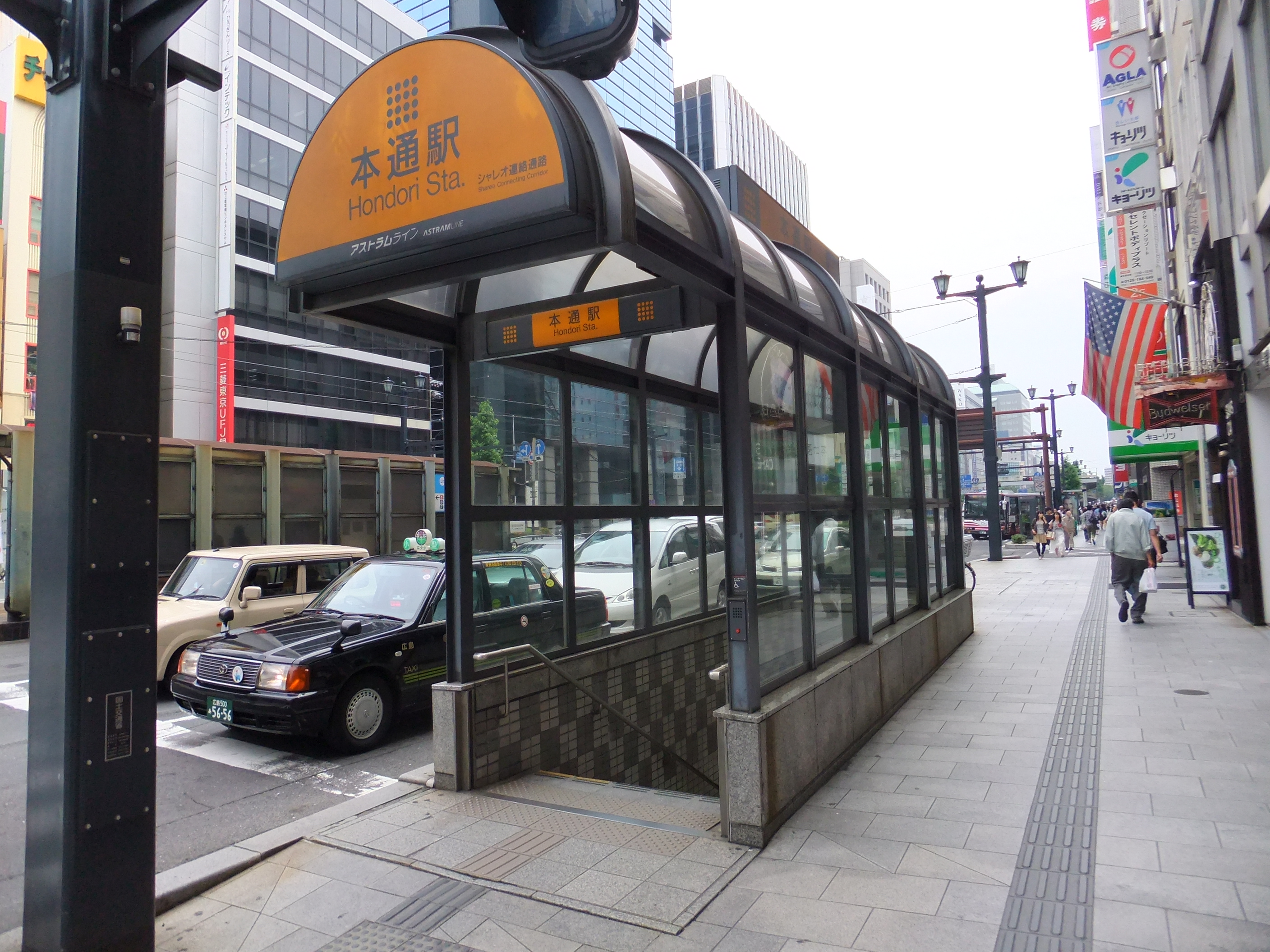
Западный вход на станцию.
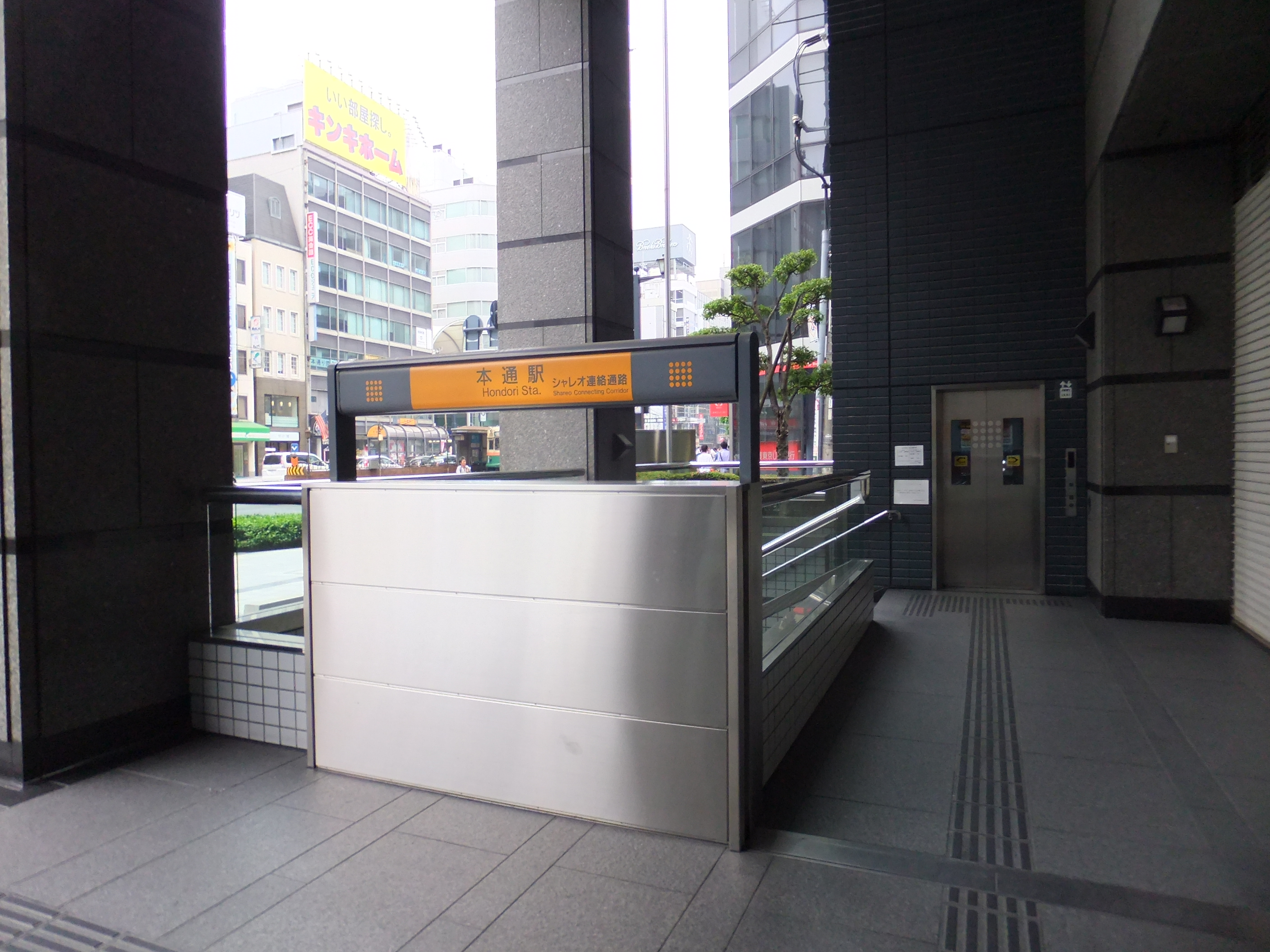
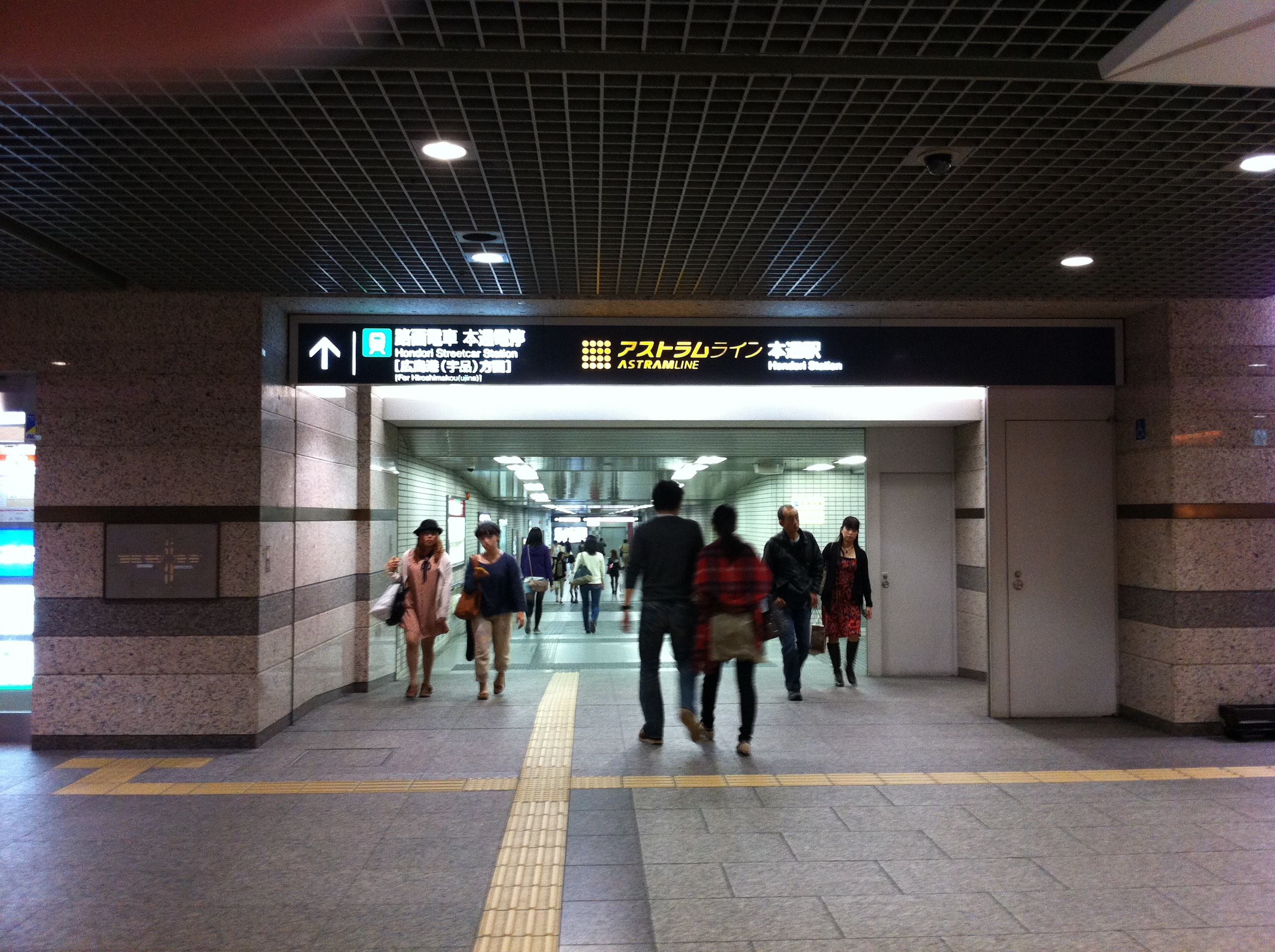